# Sloanea hemsleyana
Sloanea hemsleyana är en tvåhjärtbladig växtart som först beskrevs av Keisuke Ito, och fick sitt nu gällande namn av Rehder & E.H. Wilson. Sloanea hemsleyana ingår i släktet Sloanea och familjen Elaeocarpaceae. Inga underarter finns listade i Catalogue of Life.